# Riva (sastav)
Riva, pop grupa iz Zadra, pobjednici Pjesme Eurovizije 1989.

## Povijest sastava
Sastav potječe iz Zadra, osnovao ga je klavijaturist sastava Dalibor Musap i vodio ga do prestanka rada 1992. Uz podršku Rajka Dujmića sastav je debitirao na Zagrebačkom festivalu 1988. s pjesmom "Zadnja suza" (glazba  Dalibor Musap - tekst Emilija Kokić), a već početkom 1989. godine kao predstavnica Televizije Zagreb na Jugoviziji u Novom Sadu izborila je nastup na Pjesmi Eurovizije. Riva je s pjesmom "Rock Me" (glazba Rajko Dujmić - tekst Stevo Cvikić) osvojila 1. mjesto na Pjesmi Eurovizije održanoj 6. svibnja 1989. godine u švicarskoj Lausanni, s ukupno 137 bodova. To je ujedno i jedina pobjeda Jugoslavije, ali i hrvatskih predstavnika na eurovizijskom natjecanju. Iste godine Riva predstavlja Euroviziju u Americi, te na festivalu Distant Accords Award u Nashvillu osvaja 4. mjesto. 
Prvi album "Rock Me" za jugoslavensko tržište, kao i album na engleskom jeziku za izdavača Koch Records, grupa Riva izdala je 1989. godine. 1990. godine grupa je izdala svoj drugi album "Srce laneta" te dvije pjesme na engleskom jeziku koje je potpisao Per Gessle, gitarist i autor pjesama tada vrlo popularne švedske grupe Roxette. Riva je nastupala u najatraktivnijim show emisijama velikog broja europskih televizijskih postaja, te promovirala album u Njemačkoj, Austriji, Švicarskoj, Švedskoj, Belgiji i drugim zemljama. Zahvaljujući pjesmi "Rock Me" grupa je bila vrlo popularna čak i u dalekom Japanu, gdje se dugo zadržala na top ljestvicama. 
S početkom Domovinskog rata grupa postupno prekida suradnju sa stranim izdavačkim kućama i raspada se 1992. godine. Svaki član grupe nastavio je svoju solo karijeru.

## Članovi sastava
- Emilija Kokić (vokal)
- Dalibor Musap (klavijature i vokal, osnivač i vođa grupe)
- Nenad Nakić (bas i vokal)
- Zvonimir Zrilić (gitara i vokal)
- Boško Colić (bubnjevi)

## Diskografija
- 1989. - Rock me, singlica, Koch Records International
- 1989. - Rock me, studijski album, Koch Records International
- 1989. - Rock me, studijski album, Jugoton
- 1990. - Srce laneta, studijski album, Jugoton
- 1990. - Suzo moja piši / Meni mama ne da da..., singlica, Jugoton)
- 2016. - The best of, kompilacijski album, Croatia Records